# Sulmierzyce (stad)
Sulmierzyce is een stad in het Poolse woiwodschap Groot-Polen, gelegen in de powiat Krotoszyński. De oppervlakte bedraagt 28,98 km², het inwonertal 2750 (2005).

## Verkeer en vervoer
- Station Sulmierzyce